# La Arena (Los Pozos)
La Arena es un corregimiento del distrito de Los Pozos en la provincia de Herrera, República de Panamá. La población tiene 559 habitantes (2010).